# André Lagache
André Lagache, född den 21 januari 1885, död den 2 oktober 1938, var en fransk ingenjör och racerförare.
Lagache arbetade för Chenard & Walcker och tillsammans med kollegan René Léonard körde han en av företagets tre bilar i det första Le Mans-loppet 1923. Lagache och Léonard vann tävlingen, före en annan Chenard & Walcker.
Lagache och Léonard vann även Spa 24-timmars 1925.